# Unterseeboot 268
Le Unterseeboot 268 (ou U-268) est un sous-marin allemand (U-Boot) de type VII.C utilisé par la Kriegsmarine (marine de guerre allemande) pendant la Seconde Guerre mondiale.

## Historique
Mis en service le 29 juillet 1942, l'Unterseeboot 268 reçoit sa formation de base à Danzig au sein de la 8. Unterseebootsflottille jusqu'au 31 janvier 1943, puis l'U-268 intègre sa formation de combat à la base sous-marine de Brest avec la 1. Unterseebootsflottille, base qu'il n'atteindra jamais.
En vue de la préparation de sa première patrouille, l'U-268 quitte le port de Kiel sous les ordres de l'Oberleutnant zur See Ernst Heydemann le  2 janvier 1943 pour arriver six jours plus tard en Norvège à Bergen le 7 janvier 1943.
Il réalise sa première patrouille, quittant Bergen le 10 janvier 1943 toujours sous les ordres de l'Oberleutnant zur See Ernst Heydemann. Après 41 jours en mer et un succès d'un navire marchand coulé de 14 547 tonneaux et trois navires de guerre pour un total de 873 tonnes, l'U-268 est coulé à son tour le 19 février 1943 dans le Golfe de Gascogne à l'ouest de Nantes à la position géographique de 47° 03′ N, 5° 56′ O par des charges de profondeur lancées d'un bombardier Vickers Wellington Mk.VIII MP505 britannique (Squadron 172/B). 
Les 44 membres d'équipage meurent dans cette attaque.

## Affectations successives
- 8. Unterseebootsflottille à Danzig du 29 juillet 1942 au 31 janvier 1943 (entrainement)
- 1. Unterseebootsflottille à Brest du 1er février au 19 février 1943 (service actif)

## Commandement
- Oberleutnant zur See Ernst Heydemann du 29 juillet 1942 au 19 février 1943

## Patrouilles
|       | Commandant            | Départ          | Départ | Arrivée         | Arrivée | Jours    | Succès   |
| ----- | --------------------- | --------------- | ------ | --------------- | ------- | -------- | -------- |
|       | Oblt. Ernst Heydemann | 2 janvier 1943  | Kiel   | 7 janvier 1943  | Bergen  | 6 jours  |          |
| 1     | Oblt. Ernst Heydemann | 10 janvier 1943 | Bergen | 19 février 1943 | Coulé   | 41 jours | 15 420   |
| Total | Total                 | Total           | Total  | Total           | Total   | 47 jours | 15 420 t |

Note : Oblt. = Oberleutnant zur See

### Opérations Wolfpack
L'U-268 a opéré avec les Wolfpacks (meute de loups) durant sa carrière opérationnelle:
1. Habicht (10 janvier 1943 - 15 janvier 1943)
2. Falke (15 janvier 1943 - 19 janvier 1943)
3. Haudegen (19 janvier 1943 - 2 février 1943)
4. Nordsturm (2 février 1943 - 9 février 1943)
5. Haudegen (9 février 1943 - 10 février 1943)

## Navires coulés
L'Unterseeboot 268 a coulé un navire marchand ennemi de 14 547 tonneaux et trois navires de guerre pour un total de 873 tonnes au cours de l'unique patrouille (41 jours en mer) qu'il effectua.
| Date            | Nom du navire | Nationalité | Convoi | Tonnage | Fait   |
| --------------- | ------------- | ----------- | ------ | ------- | ------ |
| 17 janvier 1943 | HMS LCT-2239  | Royaume-Uni | HX-222 | 291     | Coulé* |
| 17 janvier 1943 | HMS LCT-2267  | Royaume-Uni | HX-222 | 291     | Coulé* |
| 17 janvier 1943 | HMS LCT-2244  | Royaume-Uni | HX-222 | 291     | Coulé* |
| 17 janvier 1943 | Vestfold      | Panama      | HX-222 | 14 547  | Coulé  |

* était chargé à bord du Vestfold

### Source et bibliographie
- (en) Cet article est partiellement ou en totalité issu de l’article de Wikipédia en anglais intitulé « German submarine U-268 » (voir la liste des auteurs).
- Chris Bishop, historien militaire (trad. de l'anglais par Christian Muguet), Les sous-marins de la Kriegsmarine : 1939-1945 : le guide d'identification des sous-marins [« The spellmount submarine identification guide : Kriegsmarine U-boats 1939-1945 »], Paris, Éd. de Lodi, 2008, 192 p. (ISBN 978-2-84690-327-1, OCLC 470721805, BNF 41298980)